# Bruckner Gesamtausgabe

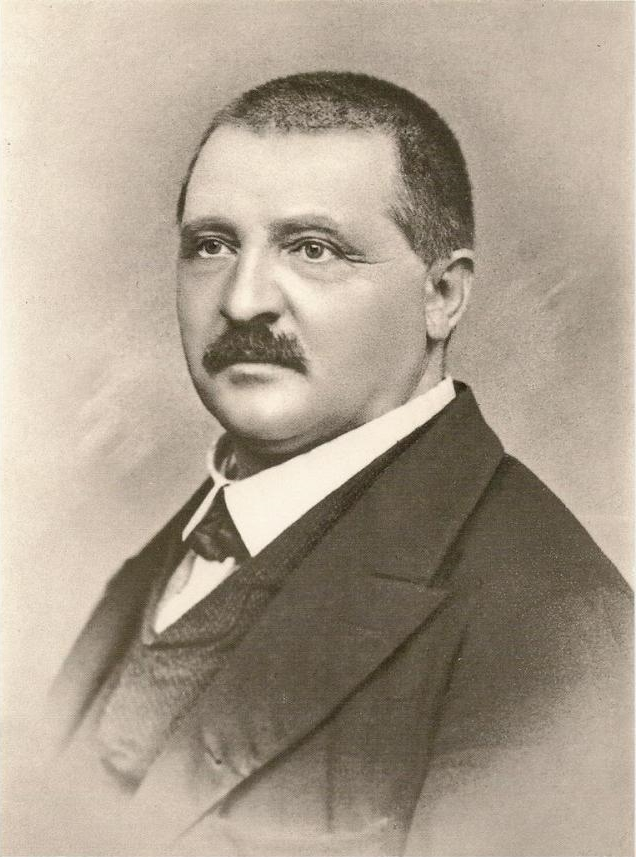
Bruckner en 1868.

La Bruckner Gesamtausgabe o Edición completa de Bruckner es una edición crítica de las composiciones musicales de Anton Bruckner elaborada bajo los auspicios de la Musikwissenschaftlicher Verlag Wien o Editorial Musicológica de Viena.

## Ediciones
La Edición completa de Brucker fue publicada por la Editorial Musicológica de Viena, y comprende las siguientes ediciones sucesivas:
- Alte Gesamtausgabe (AGA) o Antigua edición completa (1930–1944): El director editorial fue Robert Haas. Esta primera edición (12 volúmenes publicados) incluía partituras "híbridas" para las Sinfonías n.º 2 y n.º 8, así como otras combinaciones similares para algunas otras obras revisadas como la Misa n.º 3.[3][4]
- Neue Gesamtausgabe (NGA) o Nueva edición completa (1951–1989): El director editorial fue Leopold Nowak. En esta nueva edición, Nowak y otros fueron publicando varias versiones de algunas obras, corrigiendo de paso algunos errores de Haas. A partir de 1990 el director editorial fue Herbert Vogg. William Carragan, Paul Hawkshaw, Benjamin-Gunnar Cohrs et al. se dedicaron a revisar y corregir los trabajos de Haas y Nowak.[5][6]
- Anton Bruckner Gesamtausgabe o Edición completa de Anton Bruckner. El consejo editorial está formado por Paul Hawkshaw, Thomas Leibnitz, Andreas Lindner, Angela Pachovsky y Thomas Röder.[5][1] En 2011 se acordó publicar una nueva edición, que incluye el contenido de la edición actual e integra las fuentes recuperadas hasta la fecha.[2]
- Anton Bruckner Urtext Gesamtausgabe (ABUGA) o Edición completa de Anton Bruckner de Urtext. Publicación de Bruckner Edition Wien, un sello del grupo editorial Hermann Wien, desde 2015. El mecenas es Nikolaus Harnoncourt y Benjamin-Gunnar Cohrs es el editor jefe. Esta edición completa, fundamentalmente de nueva concepción, erudita y práctica, está organizada según el género y la instrumentación. Está previsto publicar un total de 45 volúmenes. Paralelamente a las ediciones musicales se publicará una serie contextualizada de publicaciones sobre Bruckner.[7]

### Contenido de la primera edición

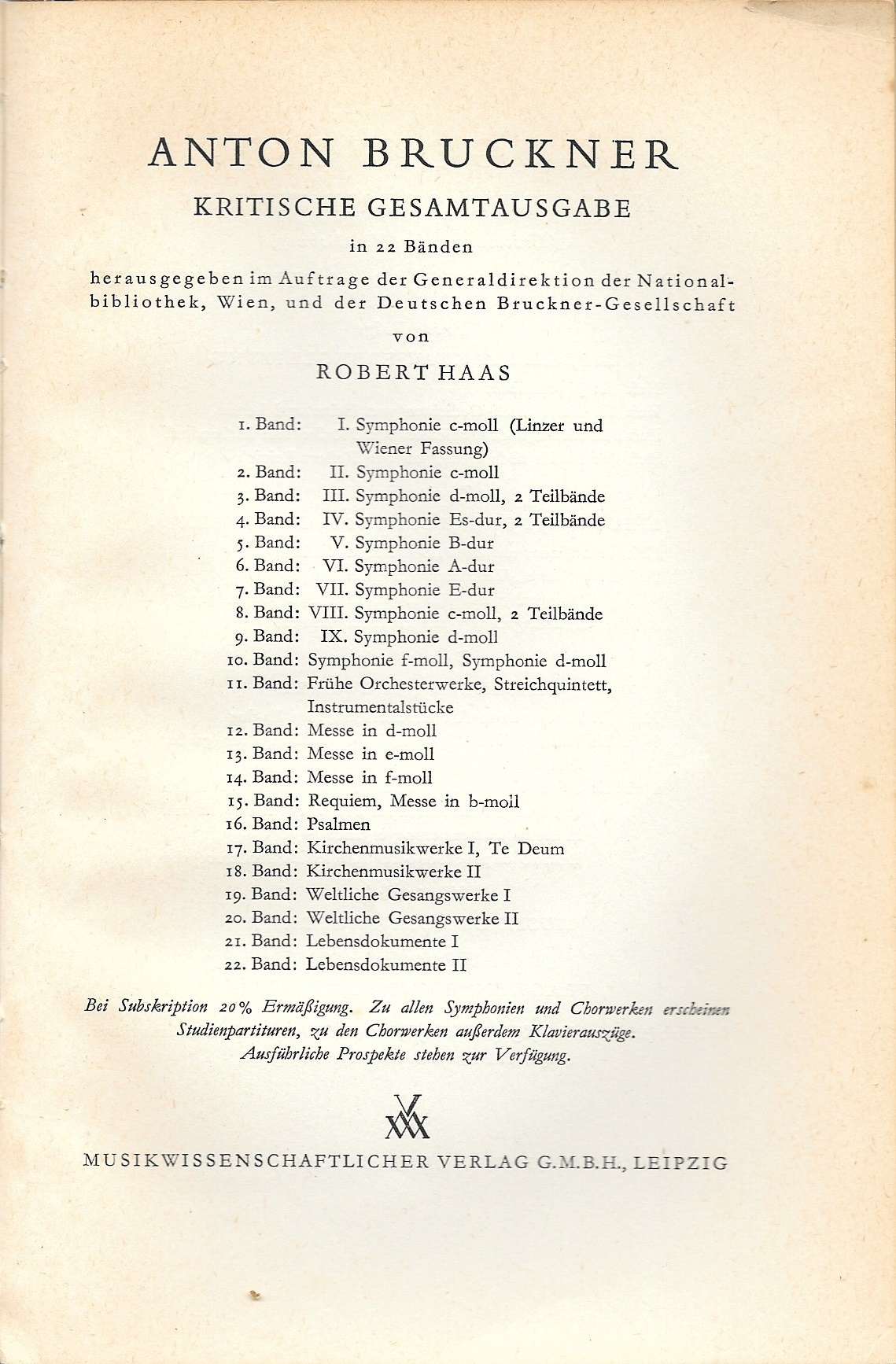
Índice de la primera edición.

Se previeron veintidós volúmenes, de los que se publicaron (parcialmente) doce:
- Volumen 1: Sinfonía n.º 1, versión (revisada) de Linz y versión de Viena, edición de Robert Haas, 1935.
- Volumen 2: Sinfonía n.º 2, versión "mixta", edición de Robert Haas, 1938.
- Volumen 3: [Sinfonía n.º 3, versión de 1873, Robert Haas, 1944; material editorial perdido en el bombardeo de Leipzig].
- Volumen 4: Sinfonía n.º 4, versión de 1878 con Finale de 1880, también conocido como versión de 1881. Finale Volksfest de 1878, edición de Robert Haas, 1936.
- Volumen 5: Sinfonía n.º 5, edición de Robert Haas, 1935.
- Volumen 6: Sinfonía n.º 6, edición de Robert Haas, 1935.
- Volumen 7: Sinfonía n.º 7, edición de Robert Haas, 1944.
- Volumen 8: Sinfonía n.º 8, versión "mixta", edición de Robert Haas, 1939.
- Volumen 9: Sinfonía n.º 9, edición de Alfred Orel, 1934.
- Volumen 10: -
- Volumen 11: Cuatro piezas orquestales, editadas por Alfred Orel, 1934.
- Volumen 12: -
- Volumen 13: Misa n.º 2, segunda versión, edición de Robert Haas y Leopold Nowak, 1940.
- Volumen 14: Misa n.º 3, edición de Robert Haas, 1944.
- Volumen 15: Requiem y Missa solemnis, editados por Robert Haas, 1930.

### Contenido de la segunda edición
- Volumen I: Sinfonía n.º 1 en do menor.
  - I/1: Versión (revisada) de Linz (1877), reedición de Leopold Nowak, 1953.
    - I/1A: Adagio (versión original 1865-1866, fragmento), Scherzo (composición anterior 1865), edición de Wolfgang Grandjean, 1995.

  - I/2: Versión de Viena (1890-1891), reedición de Günter Brosche, 1980.
- Volumen II: Sinfonía n.º 2 en do menor.
  - II/1: Primera versión (1872), edición de William Carragan, 2005.
  - II/2: Segunda versión (1877), reedición de Leopold Nowak, 1965; nueva edición de William Carragan, 2007.
- Volumen III: Sinfonía n.º 3 en re menor.
  - III/1: Primera versión (1873), edición de Leopold Nowak, 1977. 
    - /1A: Adagio n.º 2 (1876), edición de Leopold Nowak, 1980.

  - III/2: Segunda versión (1877), edición de Leopold Nowak, 1981.
  - III/3: Tercera versión (1889), edición de Leopold Nowak, 1959.
- Volumen IV: Sinfonía n.º 4 en mi bemol mayor.
  - IV/1: Primera versión (1874), edición de Leopold Nowak, 1975.
  - IV/2: Segunda versión (1878) con Finale de 1880, también conocida como versión de 1886, reedición de Leopold Nowak, 1953.
    - IV/2F: Finale de 1878, reedición de Leopold Nowak, 1981.

  - IV/3: Tercera versión (1888), edición de Benjamin M. Korstvedt, 2004.

- Volumen V: Sinfonía n.º 5 en si bemol mayor (1878), reedición de Leopold Nowak, 1951.
- Volumen VI: Sinfonía n.º 6 en la mayor (1881), reedición de Leopold Nowak, 1952.
- Volumen VII: Sinfonía n.º 7 en mi mayor (1883), reedición de Leopold Nowak, 1954.
- Volumen VIII: Sinfonía n.º 8 en do menor.
  - VIII/1: Primera versión (1887), edición de Leopold Nowak, 1972; nueva edición de Paul Hawkshaw, 2017.
  - VIII/2: Segunda versión (1890), reedición de Leopold Nowak, 1955.
- Volumen IX: Sinfonía n.º 9 en re menor (1894), reedición de Leopold Nowak, 1951; nueva edición de Benjamin Gunnar Cohrs, 2000.
  - IX/1: Primer movimiento.
  - IX/2: Scherzo.
    - IX/2-Q: Dos tríos póstumos para el Scherzo, con viola sola (1889/1893), edición de Benjamin Gunnar Cohrs, 1998.

  - IX/3: Adagio.
  - IX/4: Fragmento de Finale (1895-1896), edición de John A. Phillips, 1994-1999.

- Volumen X: Sinfonía en fa menor o "Studiensymphonie" (1863), edición de Leopold Nowak, 1973.
- Volumen XI: Sinfonía en re menor o "N.º 0" (1869), edición de Leopold Nowak, 1968.
- Volumen XII: Primeras obras orquestales e instrumentales.
  - XII/1: Rondó en do menor para cuarteto de cuerda (1862), edición de Leopold Nowak, 1985.
  - XII/2: Obras para piano solo (1850-1869), edición de Walburga Litschauer, 1988-2000.
  - XII/3: Obras para piano a cuatro manos (1853-1855), edición de Walburga Litschauer, 1994.
  - XII/4: Cuatro piezas orquestales (1862), reedición de Hans Jancik y Rüdiger Bornhöft, 1996.
  - XII/5: Obertura en sol menor (1863), reedición de Hans Jancik y Rüdiger Bornhöft, 1996.
  - XII/6: Obras para órgano (1846-1890), edición de Erwin Horn, 2001.
    - XII/6A: Cinco piezas en mi bemol mayor (1836-1837), probablemente no de Bruckner.

  - XII/7: Abendklänge para violín y piano (1866), edición de Walburga Litschauer, 1995.
  - XII/8: Marcha para banda militar en mi bemol menor (1865), edición de Rüdiger Bornhöft, 1996.
- Volumen XIII: Música de cámara.
  - XIII/1: Cuarteto de cuerdas en do menor (1861-1862), edición de Leopold Nowak, 1955.
  - XIII/2: Quinteto de cuerdas en fa mayor - Intermezzo en re menor (1878-1879), edición de Leopold Nowak, 1963 / edición revisada por Gerold G. Gruber, 2007.
- Volumen XIV: Requiem en re menor (1849), reedición de Leopold Nowak, 1966; edición revisada de Rüdiger Bornhöft, 1998.

- Volumen XV: Missa solemnis en si bemol (1854), reedición de Leopold Nowak, 1957.
- Volumen XVI: Misa n.º 1 en re menor (1864), edición de Leopold Nowak, 1975.
- Volumen XVII: Misa n.º 2 en mi menor.
  - XVII/1: Primera versión (1866), edición de Leopold Nowak, 1977.
  - XVII/2: Segunda versión (1882), reedición de Leopold Nowak, 1959.
- Volumen XVIII: Misa n.º 3 en fa menor (1867/1868), reedición de Leopold Nowak, 1960 / nueva edición de Paul Hawkshaw, 2005.
- Volumen XIX: Te Deum (1884), edición de Leopold Nowak, 1962.
- Volumen XX: Salmos y Magnificat.
  - XX/1: Salmo 114 (1852), edición de Paul Hawkshaw, 1997.
  - XX/2: Salmo 22 (1852), edición de Paul Hawkshaw, 1997.
  - XX/3: Magnificat (1852), edición de Paul Hawkshaw, 1997.
  - XX/4: Salmo 146 (1856-1858), edición de Paul Hawkshaw, 1996.
  - XX/5: Salmo 112 (1863), edición de Paul Hawkshaw, 1996.
  - XX/6: Salmo 150 (1892), edición de Franz Grasberger, 1964.
- Volumen XXI: Obras sacras menores (1835-1892), edición de Hans Bauernfeind y Leopold Nowak, 1984/2001.
- Volumen XXII: Cantatas y obras corales con orquesta.
  - XXII/1, n.º 1-5: Cantatas del día del nombre (1845-1855), edición de Franz Burkhart, Rudolf H. Führer y Leopold Nowak, 1987.
  - XXII/2, n.º 6: Cantata festiva Preiset den Herrn (1862), edición de Franz Burkhart, Rudolf H. Führer y Leopold Nowak, 1987.
  - XXII/2, n.º 7: Germanenzug (1864), edición de Franz Burkhart, Rudolf H. Führer y Leopold Nowak, 1987.
  - XXII/2, n.º 8: Helgoland (1893), edición de Franz Burkhart, Rudolf H. Führer y Leopold Nowak, 1987.
- Volumen XXIII: Canciones y obras corales profanas
  - XXIII/1: Canciones para voz y piano (1851-1882), edición de Angela Pachovsky, 1997.
  - XXIII/2: Coros seculares (1843-1893), edición de Angela Pachovsky y Anton Reinthaler, 2001.
- Volumen XXIV: Cartas.
  - XXIV/1: Cartas (1852-1886), edición de Andrea Harrandt y Otto Schneider, 1998-2009.
  - XXIV/2: Cartas (1887-1896), edición de Andrea Harrandt y Otto Schneider, 2003.
- Volumen XXV: Libro de estudio de Kitzler (1861-1863), edición facsímil de Paul Hawkshaw y Erich Wolfgang Partsch, 2014.[5]

### Nueva edición en curso[2]
- Volumen I/1: Sinfonía n.º 1 en do menor, versión de Linz 1868, edición de Thomas Röder, 2016.
- Volumen IV/1: Sinfonía n.º 4 en mi bemol mayor, primera versión (versión de 1874, revisada en 1875-76), edición de Benjamin M. Korstvedt, 2019.
- Volumen IV/2: Sinfonía n.º 4 en mi bemol mayor, segunda versión (versión de 1881), edición de Benjamin M. Korstvedt, 2019.